# Borgmeiermyia brasiliana
Borgmeiermyia brasiliana är en tvåvingeart som beskrevs av Townsend 1935. Borgmeiermyia brasiliana ingår i släktet Borgmeiermyia och familjen parasitflugor. Inga underarter finns listade i Catalogue of Life.